# Долгие дни
«Долгие дни» — дебютный студийный альбом российской певицы Жасмин, вышедший в 2000 году. На диске представлено 12 композиций.  На четыре песни с альбома были сняты клипы: «Так бывает», «Летний день», «Падал снег», «Долгие дни». 
Песня «Долгие дни» завоевала несколько наград, включая ежегодную премию «Золотой граммофон» от «Русского Радио».

## Рецензии музыкальных критиков
Музыкальный критик Екатерина Алексеева, из агентства InterMedia в своей рецензии к альбому отмечает:
...Красивая эстрадная музыка и складные тексты многих несхалтуривших авторов, модные аранжировки, роскошные клипы да и сама певица – девушка милая, симпатичная, «петуха» не дает, дикция в порядке. И все же. Есть в этом что-то грустное.

## Список композиций
| №   | Название                 | Текст песни    | Музыка       | Длительность |
| --- | ------------------------ | -------------- | ------------ | ------------ |
| 1.  | «Долгие дни»             | А. Шевченко    | А. Лунев     | 4:34         |
| 2.  | «Летний день»            | Т. Иванова     | А. Грозный   | 3:31         |
| 3.  | «Так бывает»             | Т. Иванова     | А. Грозный   | 4:21         |
| 4.  | «Падал снег»             | А. Шевченко    | А. Шевченко  | 4:11         |
| 5.  | «Ангел»                  | О. Куланина    | А. Косинский | 3:21         |
| 6.  | «Молодой месяц или Love» | С.Сашин        | К. Брейтбург | 4:15         |
| 7.  | «Не привыкать»           | Т. Иванова     | А. Грозный   | 3:46         |
| 8.  | «Дождь за окном»         | Т. Иванова     | А. Грозный   | 3:20         |
| 9.  | «Каприз»                 | А. Лукьянов    | А. Лукьянов  | 3:45         |
| 10. | «Не жди меня»            | И. Кохановский | В. Резников  | 4:21         |
| 11. | «Только для тебя»        | С.Овчинникова  | С.Овчинников | 2:59         |
| 12. | «Падал снег (remix)»     | А.Шевченко     | А.Шевченко   | 3:13         |